# Tomoko Kawase
Tomoko Kawase (川瀬 智子 Kawase Tomoko?) (Kioto, Japón; 6 de febrero de 1975) es una cantante japonesa originaria de la Prefectura de Kioto. También es conocida como Tommy, y sus alteregos musicales Tommy february6 y Tommy heavenly6. Tras contraer matrimonio con el integrante de su banda the brilliant green, el bajista Shunsaku Okuda, el nombre de la joven legalmente cambió a Tomoko Okuda (奥田 智子 Okuda Tomoko?), sin embargo dentro de la industria sigue siendo conocida por su nombre de soltera.

## Biografía

### El principio con The Brilliant Green
Todo empieza con el exitoso grupo japonés "The Brilliant Green". La banda fue formada por Shunsaku Okuda y Ryo Matsui, quienes en la secundaria decidieron formar una banda, para lo cual contactaron a Tomoko Kawase, quien en ese entonces cantaba en algunas localizaciones en la Prefectura de Kioto. Sus influencias de ese tiempo era la música Rock del Reino Unido, así como también la Americana. Una de principales influencias han sido The Beatles.
Desde que debutaron en el año 1997 su concepto de realizar música de calidad ha quedado claro. Su actitud también se vio reflejada en su música, y en 1998 fueron una de las bandas con mejores ventas gracias a su sencillo "There will be love there", el cual vendió millones de copias. Tomoko es la que logró llamar más que ningún otro la atención a los fanáticos de la banda, principalmente por su coqueta y a veces infantil forma de ser, y así como también su forma de cantar tanto en japonés como en inglés.
Cada una de sus canciones es estilísticamente muy distinta, con influencias pasando por música psicodélica de los años 1960, al Rock/Folk de los 1970, al glamour de los 1980, así como también a la música punk algo más reciente de los años 1990. Su sonido prácticamente no posee ningún tipo de límite.
Siguiendo a sus exitosos tres primeros álbumes de estudio como banda, "the brilliant green", "TERRA 2001", y "Los Angeles", entre 2001 y 2002 los integrantes de the brilliant green se internaron en un periodo de descanso para obtener mayor inspiración en creación de nueva música. Durante este periodo, Tomoko comenzó su carrera en solitario bajo su alterego Pop ochentero "Tommy February6" en el 2001.

### Tommy February6 y Tommy Heavenly6
Fue en 2001 cuando Tomoko crea a Tommy February6, una joven con un especial gusto entre los ritmos de los 80 y la estética retro, que canta canciones de amor y desengaño acompañada de un grupo de animadoras. La presentación de Tommy February6 fue "Everyday at the bus stop" y la pudimos conocer como una inocente chica que espera al autobús mientras lee novelas de "Las gemelas de Sweet Valley" y le canta al chico de sus sueños entre trago y trago de la petaca. El sencillo fue un éxito y poco después llegaría "♡KISS♡ ONE MORE TIME" con un video que mezcla la moda glamourosa ochentera con estética retro-futbolística. Su tercer sencillo en solitario es "Bloomin'!" en el que juega a ser la Alicia de Lewis Carroll. En esa temporada saca su primer disco titulado "Tommy February6".
Tras ese corto periodo de descanso que se tomaron los integrantes de the brilliant green, el 24 de abril de 2002, el grupo vuelve con un sencillo titulado "Forever to me - Owarinaki Kanashimi". Después de unos cuantos sencillos más, finalmente el 4 de diciembre de 2002, "the brilliant green" saca un nuevo álbum titulado "THE WINTER ALBUM", sin embargo después de esto el grupo vuelve a disgregarse y cada uno de los componentes sigue con sus carreras en solitario, lo que se interpreta como una "ruptura temporal" de la banda.
Con la carrera de Tommy February6 encarrilada, Tomoko Kawase decide volver al rock creando a Tommy Heavenly6, surgida supuestamente de la personalidad reprimida de Tommy February6. En julio de 2003 se pudo ver el enfrentamiento entre estas en un doble trabajo. La roquera presentó Wait till I can dream y Tommy February6 lanzó Love is forever, los vídeos de ambos sencillos se complementan de manera original creando una peculiar historia de proyección de personalidad a partir de Tommy February6.
Durante 2003 y 2004 Heavenly6 solo edita un par de sencillos mientras que February6 edita su segundo álbum, Tommy Airlines, un disco que a pesar de la frescura de sus sencillos (je t'aime ★ je t'aime y MaGic in youR Eyes) no engancha tanto como su álbum debut. Tras estos lanzamientos, y el del sencillo L・O・V・E・L・Y ～夢見るLOVELY BOY～ (L・O・V・E・L・Y ~Yume Miru LOVELY BOY~) en el cual canta con el mismísimo Pikachu, Kawase produce y escribe un par de canciones para Tommy☆angels un intento de acercar el estilo de Tommy February6 al panorama de grupos de idols. A pesar de que You'll be my boy es un buen sencillo, la falta de carisma y buena voz de las 4 integrantes del grupo, no hacen cuajar el proyecto.
Tras un parón de actividades, a mediados de 2005, Tomoko vuelve centrándose en la presentación del primer álbum de Tommy Heavenly6 al que precede con el sencillo READY?. Sin embargo, en noviembre edita el que es, hasta ahora, su nuevo y último sencillo como Tommy February6, ♥Lonely in Gorgeous♥ brillante sencillo popularizado gracias a la serie de la Mad House, Paradise Kiss de la cual es el opening.
En 2006/2007 Tomoko estuvo bastante ocupada, saco 5 nuevos sencillos y finalmente el 6 de febrero de 2007 (el día de su cumpleaños) sale a la venta el disco Heavy Starry Heavenly, segundo disco de Tommy Heavenly6. En la portada de este se la ve con un aspecto de pelo moreno algo a lo gótico moderno tipo blancanieves.
Durante una temporada ambos alteregos de Tomoko permanecieron en parón, mientras que "the brilliant green" volvió a juntarse después de 5 años y medio de separación para grabar un nuevo disco, en honor a los 10 años desde su debut oficial como grupo.

### El retorno con The Brilliant Green
El 22 de agosto lanzaron un nuevo sencillo que fue titulado "Stand by me", tema escogido para ser el tema de cierre de la adaptación de acción real de Tantei Gakuen Q que comenzaría a emitirse a inicios del mes de julio. El día 12 de septiembre "the brilliant green" puso nuevo sencillo a la venta, esta vez titulado "Enemy". El 6 de febrero de 2008, coincidiendo con el cumpleaños de la vocalista Tomoko Kawase, el grupo lanzó un nuevo sencillo titulado "Ash like snow", opening para el anime Gundam 00.
El 20 de febrero de 2008 salió a la venta el álbum recopilatorio conmemorativo de los 10 años como banda "Complete single collection '97-'08", con todos sus sencillos desde "Bye Bye Mr.Mug", que llegó a alcanzar el número 1 de las listas Oricon durante algunas semanas.
Tras el lanzamiento del disco, paso más de medio año de casi inactividad por parte de la cantante y el grupo en el cual tan solo hicieron acto de presencia en algunos conciertos como el Re-Style LIVE '08, y también en el que Tommy recuperó su faceta como Tommy February6 para participar en el álbum tributo a Cyndi Lauper llamado "We Love Cyndi -Tribute to Cyndi Lauper-" con una cover de la canción "All through the night".
Como ruptura de esta casi inactividad, se anunció que Tomoko iba a ser la encargada de cantar el nuevo opening de la serie de animación "Soul Eater", de nuevo como Tommy Heavenly6. El nuevo sencillo "PAPERMOON" salió a la venta el 10 de diciembre de 2008.

### PAPERMOON, Best, el retorno de los alteregos
Al poco de salir a la venta "PAPERMOON" (que alcanzó el n.º 7 en las listas de venta Oricon) empezó a emitirse el videoclip para la canción "Unlimited sky", que resultó ser una insert song de la serie Gundam 00 y que se incluyó en el best de Tommy Heavenly6 titulado "Gothic Melting Ice Cream's Darkness "Nightmare"". Este best salió a la venta el día 25 de febrero junto con el de Tommy February6, "Strawberry Cream Soda Pop "Daydream"", que llevaba desde 2005 sin sacar ningún sencillo. Ambos salieron en tres versiones distintas: CD, CD+DVD y como novedad, una edición especial Blu-spec+DVD que incluía material escolar inspirado en ambos alteregos.
Después de no mucho tiempo de haber salido a la venta los best de ambas facetas de Tommy, el día 29 de abril Tommy Heavenly6 saca un tercer disco titulado "I KILL MY HEART", que incluye 11 nuevas canciones, y 4 videoclips (versiones feburary6 y heavenly6 de las canciones "Wait for me there" y "Leaving you"). Este último álbum adquiere un toque de rock alternativo de los años 1990, bastante distinto de sus trabajos anteriores, que causó en sus fanes opiniones muy diversas y muy contrarias entre sí.
Poco después the brilliant green cambió de sello discográfico (en aquel momento formaba parte de la compañía KEN-ON, junto con otros cantantes como Ken Hirai o Sowelu) y tanto su blog (Tommy Diary6) como su página web procedieron a ser eliminados el 31 de mayo de 2009, y unos nuevos fueron creados en su lugar. En las mismas declaraciones, Tommy, Shunsaku y Ryo decían estar calentando motores y recuperando energías para el retorno de the brilliant green.
En mayo de 2010, poco después de haber lanzado su nuevo sencillo "Like Yesterday", se anuncia que Ryo Matsui, guitarrista de The Brilliant Green, abandona la banda (sin dejar demasiado claro sus motivos, los fanes entienden que por diferencias artísticas). La banda continua con Tommy y Shunsaku como los artistas principales, y una banda "falsa" que se ha ido repitiendo en los últimos videoclips y conciertos. Lanzaron dos sencillos más, "Blue daisy" y "I just can't breathe" seguidos de su álbum "Blackout".
Tommy anunció su vuelta a los alteregos vía Twitter, y de momento ya ha lanzado su primer sencillo como Tommy Heavenly6 llamado "Monochrome Rainbow". El sencillo incluye un remix de halloween de la canción "I'm your devil". Posteriormente, sacó "february6/heavenly6" que es un álbum de dos caras, mitad heavenly6, mitad february6, suponiendo esto la vuelta de Tommy February6 al mundo musical después de Strawberry Cream Soda Pop, con 7 canciones nuevas. Entre ellas, destaca el sencillo "Hot chocolat".

## Discografía

### Tommy february6

#### Álbumes
1. Tommy february6, (6 de febrero de 2002)
2. Tommy airline, (17 de marzo de 2004)
3. february & heavenly, (29 de febrero de 2012)
4. Tommy Candy Shop Sugar Me, (16 de junio de 2013)

#### Compilaciones
1. Strawberry Cream Soda Pop "Daydream" (25 de febrero de 2009)

#### Sencillos
1. EVERYDAY AT THE BUS STOP (25 de julio de 2001)
2. ♥KISS♥ ONE MORE TIME (21 de noviembre de 2001)
3. Bloomin'! (17 de enero de 2002)
4. je t'aime ★ je t'aime (6 de febrero de 2003)
5. Love is forever (16 de julio de 2003)
6. MaGic in youR Eyes (11 de febrero de 2004)
7. L·O·V·E·L·Y ~Yumemiru LOVELY BOY~ (L・O・V・E・L・Y ～夢見るLOVELY BOY～?) (14 de julio de 2004)
8. ♥Lonely in Gorgeous♥ (30 de noviembre de 2005) Primer opening del anime Paradise Kiss
9. Be my valentine (14 de febrero de 2013)

### Tommy heavenly6

#### Álbumes
1. Tommy heavenly6 (24 de agosto de 2005)
2. Heavy Starry Heavenly (7 de marzo de 2007)
3. I KILL MY HEART (29 de abril de 2009)
4. February & Heavenly, (29 de febrero de 2012)
5. TOMMY ICE CREAM HEAVEN FOREVER (27 de noviembre de 2013)

#### Miniálbumes
1. Halloween Addiction, (17 de octubre de 2012)

#### Compilaciones
1. Gothic Melting Ice Cream's Darkness "Nightmare" (25 de febrero de 2009)

#### Sencillos
1. Wait till I can dream (16 de julio de 2003)
2. Hey my friend (26 de mayo de 2004)
3. Ready? (20 de julio de 2005)
4. I'm Gonna SCREAM (7 de junio de 2006)
5. Pray (5 de julio de 2006) (Primer Opening de Gintama)
6. Lollipop Candy♥BAD♥girl (11 de octubre de 2006)
7. I LOVE XMAS (6 de diciembre de 2006)
8. Heavy Starry Chain (7 de febrero de 2007)
9. PAPERMOON (10 de diciembre de 2008) (Segundo opening de Soul Eater)
10. Monochrome Rainbow (26 de octubre de 2011) (Segundo ending de Bakuman)

#### Digital Singles
1. Unlimited Sky (15 de noviembre de 2008)
2. I'M YOUR DEVIL (22 de septiembre de 2010)